# Polonnaruva
Pollonaruva, no Sri Lanka, é um conjunto arquitectónico rodeando um lago artificial, composto por palácios, pontes, salas de reuniões, banhos reais, mosteiros e diversos templos entre os quais se destacam os de Lankatilaka e Tivanka, com magnificas decorações de estuque e ladrilho, e o de Vatadage, de forma circular com numerosas estátuas de Buda. Os monumentos mais famosos de Polonnaruva são os Budas de Galvihara, gigantescas estátuas de Buda em diversas posições talhadas em rocha.
Foi declarada Património Mundial da UNESCO em 1982.